# Adrian Barbullushi
Adrian Barbullushi (Scutari, 12 dicembre 1968) è un ex calciatore albanese, di ruolo centrocampista.

## Carriera

### Nazionale
Ha collezionato 5 presenze con la Nazionale albanese.